# TommyInnit
Томас Саймонс (род. 9 апреля 2004, Ноттингем, Англия, Великобритания) более известный под своим онлайн-псевдонимом TommyInnit — британский ютубер, комик и стример на Twitch. Он выпускает связанные с Minecraft нарезки, в том числе с другими ютуберами и стримерами Dream SMP, что привело к быстрому росту популярности его каналов на YouTube и Twitch. 
По состоянию на 22 февраля 2025 года девять его каналов YouTube в совокупности достигли более 27.5 млн. подписчиков и более 4.9 млрд. просмотров.
Он занимает 20-е место в списке самых популярных каналов Twitch, по состоянию на 22 февраля 2025 года на платформе было более 7,3 миллионов подписчиков .

## Ранний период жизни
Саймонс родился в Ноттингеме, Англия, 9 апреля 2004 г. 

## Карьера

### YouTube
Саймонс создал свой первый канал на YouTube, Channelnutpig, 15 февраля 2013 года и свой канал TommyInnit - 24 декабря 2015 года. Том загрузил свое первое видео на свой канал TommyInnit 9 сентября 2018 г.. Он обычно загружает видео, в которых он играет в Minecraft .
На 6 августа 2019, Саймонс загрузил его первое видео по мини-игре Skyblock на сервере Hypixel. Постоянно загружая контент, связанный со Skyblock, Саймонсу удалось быстро увеличить количество подписчиков с 4800 до 66000. 4 июля 2020 года Саймонс присоединился к Roleplay-Minecraft серверу Dream SMP, что привело к увеличению количества подписчиков на его канале TommyInnit со 100 тыс. до 1 млн. к сентябрю 2020 года.

### Twitch
Саймонс начал стримить на Twitch в конце 2018 года, где он стримил Minecraft, PUBG и Fortnite.
20 января 2021 года, Том запустил эфир, где показал сюжетный финал сервера Dream SMP, под названием «Dream SMP Finale», который достиг более 650 тыс. зрителей одновременно. Это делает его третьим по величине эфиром в этой категории, обгоняя Ninja. После финальной прямой трансляции Dream SMP, Том провел эксперимент, чтобы проверить, смогут ли его каналы не зависеть от контента по Dream SMP, и в течение этого периода его каналы продолжали процветать.
В начале марта 2021 года, Саймонс объявил, что может прекратить партнёрство с Twitch и прекратить проводить эфиры, полностью перейдя на YouTube, однако 27 марта 2021 года он объявил, что будет продолжать стримить на Twitch.